# Mycobacterium
Mycobacterium is een geslacht van bacteriën, dat vooral bekend is als verwekkers van de ziekten tuberculose en lepra, maar er zijn ook nuttige soorten aanwezig in de bodem, bijvoorbeeld die in symbiose leven met sommige planten. De meeste mycobacteriën zijn vrij ongevoelig voor de gebruikelijke antibiotica. Een van de eerste antibiotica die effectief was tegen deze bacteriën is streptomycine. Mycobacteriën delen zeer langzaam waardoor de behandeling ook lange tijd duurt: zo'n 6 tot 12 maanden.
Een aantal Mycobacterium-soorten zijn:
- Mycobacterium bovis
- Mycobacterium intracellulare
- Mycobacterium leprae
- Mycobacterium marinum
- Mycobacterium smegmatis
- Mycobacterium tuberculosis
- Mycobacterium ulcerans